# 아샤닝카친칠라쥐
아샤닝카친칠라쥐(Cuscomys ashaninka)는 친칠라쥐과에 속하는 설치류의 일종이다. 안데스산맥부터 페루 쿠스코 주 북단까지 서식하는 대형 친칠라쥐이다. 1999년 과학적으로 처음 기재되었다. 회색 털과 함께 흰 코와 입술을 갖고 있으며, 머리 아래쪽으로 한 줄의 흰 털 줄무늬가 이어진다. 몸길이는 30cm이고 꼬리는 20cm이다.